# Rosa Morffino
Rosa Isabel Morffino Sifuentes (Lima, 28 de marzo de 1975) es una actriz peruana. Saltó a la fama por ser la protagonista de Juliana.Morffino pasó su infancia en un internado para niñas. Cuando tenía 13 años hizo el casting para el papel principal de una película del Grupo Chaski, el cual consiguió. 
En 1989 se estrenó Juliana, película de culto del cine peruano sobre una niña que debe travestirse para integrar un grupo de muchachos y sobrevivir en las calles de Lima.

## Filmografía
- Juliana (1989)
- Anda, corre, vuela (1996)[4]